# シアターコクーン
シアターコクーン（英語：Theatre Cocoon）は、東京都渋谷区にある施設Bunkamura内にある劇場である。1989年9月3日に開場した。総客席数747席。
演劇の上演はもちろんのこと、コンサートや歌舞伎が上演されることもある。
東京国際映画祭開催期間中などでは映画上映会場としても用いられていた。
芸術監督制を採っており、開館時から1996年までは串田和美、3年間の空席後1999年から2016年まで蜷川幸雄が務めていた。2020年に松尾スズキが就任。
1992年から「シアターコクーン戯曲賞」を実施していた。
2023年4月10日から2027年度中まで休館。

## 上演された公演
- 中島みゆき「夜会」　(1989年 - 2004年)
- オンシアター自由劇場公演　（1989年 - 1996年）
- Asian Fantasy　(1992年 - 1996年)
- コクーン歌舞伎　(1994年 -)

## シアターコクーン戯曲賞
- 第1回（1993年）「NEVER SAY DREAM」台場達也
- 第2回（1995年）「零れる果実」鈴江俊郎
- 第3回（1997年）「Zenmai―金色の草原に立つ時限爆弾を持った少年」春口洋
- 第4回 該当作無